# Aeropuerto Brigadier Mayor César Raúl Ojeda
El Aeropuerto Brigadier Mayor Cesar Raúl Ojeda (FAA: UIS - IATA: LUQ - OACI: SAOU) es un aeropuerto que se encuentra ubicado a 4 km hacia el noroeste del centro de la ciudad de San Luis, en la provincia de San Luis, Argentina.

## Localización
La dirección del aeropuerto es Avenida Fuerza Aérea 3095 (D5700BZG) y sus coordenadas son latitud 33° 16' 30" S y longitud 66° 21' 3" O.

## Infraestructura
El área total del predio es de 540 ha, de las cuales 385 ha corresponden al predio concesionado. Su categoría OACI es 4C. En 2015 el Poder Ejecutivo nacional, a cargo de Cristina Fernández de Kirchner, aprobó, llegando al final de su mandato, un presupuesto de $136 millones para realizar obras de infraestructura en los aeropuertos de Jujuy, La Rioja, San Rafael (Mendoza), Salta, San Juan y San Luis, para dotar de mayor capacidad operativo a los servicios de esos aeropuertos. En total se le asignaron para obras  22,3 millones de pesos para el aeropuerto Brigadier Mayor César Raúl Ojeda. El ministro de transporte Florencio Randazzo explicó que las medidas adoptadas se debían “a raíz del crecimiento de las flotas de las empresas aerocomerciales que operan en el país -especialmente Aerolíneas Argentinas y Austral-. Los trabajos incluían acciones de construcción, reparación y refuncionalización de la infraestructura aeroportuaria, a fin de brindar mayor seguridad en los aeródromos del territorio nacional. Sin embargo en 2017 el Gobierno nacional dio de baja la licitación pública para las obras de mejora del aeropuerto, cuando a través de una resolución en el Boletín Oficial la administración de  Cambiemos dejó sin efecto la resolución del entonces ministerio del Interior y Transporte, que conducía Florencio Randazzo.
- Pistas: 88,500 m²
- Calles de rodaje: 55,100 m²
- Plataformas: 18,900 m²
- Terminal de pasajeros: 1,000 m²
- Hangares: 960 m²
- Estacionamiento vehicular: 1,600 m² (46 vehículos)

## Aerolíneas
| Destinos regulares | Nombre del aeropuerto    | Aerolíneas            | Avión                   | Frecuencias semanales |
| ------------------ | ------------------------ | --------------------- | ----------------------- | --------------------- |
| Argentina          |                          |                       |                         |                       |
| Buenos Aires       | Aeroparque Jorge Newbery | Aerolíneas Argentinas | Boeing 737-700, E-190AR | 12                    |

## Estadísticas
| Ranking | Ciudad                               | Pasajeros (2017) | Pasajeros (2018) | Pasajeros (2019) | Variación | Aerolíneas                                   |
| ------- | ------------------------------------ | ---------------- | ---------------- | ---------------- | --------- | -------------------------------------------- |
| 1       | Buenos Aires (Aeroparque), Argentina | 88.936           | 89.850           | 74.951           | -16,58    | Aerolíneas Argentinas, Austral Líneas Aéreas |

## Aerolíneas y destinos que cesaron operaciones
- Austral Líneas Aéreas (Aeroparque)